# Estación Llajta Mauca
Llajta Mauca es una estación de ferrocarril del Ferrocarril General Belgrano, ubicada en las áreas rurales del departamento Juan Felipe Ibarra, Provincia de Santiago del Estero, Argentina. 
Lo que comenzó como un ancestral lugar de asentamientos tonocoté fue mutando en poblados, arrasado por las aguas del Dulce hasta dar origen a Loreto
Según referencias históricas, Loreto (Llajta Mauca) figura por primera vez en los contingentes de santiagueños enviados a Buenos Aires con motivo de las invasiones inglesas en 1806, pero hacia el siglo XVI el departamento era camino de carretas y hacia 1755, camino de postas de Buenos Aires a Potosí. Pero mucho tiempo antes de eso, en esta zona vivieron grupos tonocotés en un poblado que antes de la conquista se denominaba Llajta Mauca. Con el arribo de los Jesuitas llegó la advocación mariana de la Virgen de Loreto, que le daría su nombre. Posteriormente, Loreto comenzaría a tomar notoriedad por la participación política de sus hombres como el caso de Pedro Francisco de Uriarte, congresal por Santiago del Estero en el Congreso de Tucumán del 9 de julio de 1816. Pero, en 1908 se produciría un hecho histórico que cambiaría la historia de Loreto, cuando el desborde del río Dulce prácticamente borró del mapa a la pujante población del viejo Loreto. Aquel Loreto comprometido con los grandes movimientos políticos de la provincia y la Patria Grande, sucumbía ante las torrentosas aguas del río Dulce. Algunas de sus influyentes familias se trasladaron hasta la ciudad capital de la provincia, pero los demás llegaron acompañados por la imagen de la Virgen de Loreto al pueblo fundado junto a los andenes del Ferrocarril Belgrano. Los recién llegados ocuparon los terrenos en que hoy se encuentran los barrios El Remanso y Polígono, para luego diseminarse en las 440 hectáreas que hace 132 años el gobernador Pedro Únzaga expropió para fundar Villa San Martín, nombre con que se denominó esta ciudad hasta que el peso de la historia y las tradiciones del viejo Llajta Mauca fueron imponiéndose lentamente a la voluntad de la ley. Ante esta situación, Villa San Martín quedaría solo para el uso oficial y se impondría a fuerza de costumbre el nombre de Loreto (El Liberal, 2016).

## Servicios
No presta servicios de pasajeros ni de cargas. Sus vías e instalaciones están a cargo de la empresa estatal Trenes Argentinos Cargas.